# San José Chacayá
San José Chacayá är en kommunhuvudort i Guatemala.   Den ligger i departementet Departamento de Sololá, i den sydvästra delen av landet, 80 km väster om huvudstaden Guatemala City. San José Chacayá ligger 2 274 meter över havet och antalet invånare är 839.
Terrängen runt San José Chacayá är bergig. Runt San José Chacayá är det tätbefolkat, med 276 invånare per kvadratkilometer. Närmaste större samhälle är Sololá, 3,6 km öster om San José Chacayá. Omgivningarna runt San José Chacayá är en mosaik av jordbruksmark och naturlig växtlighet.